# Jacques Giraud
Jacques Giraud est un acteur français.

## Filmographie sélective

### Cinéma
- 1971 : Rak de Charles Belmont
- 1973 : Il n'y a pas de fumée sans feu de André Cayatte
- 1973 :  Salut l'artiste de Yves Robert :  Le metteur en scène de théâtre
- 1974 : Le Retour du grand blond de Yves Robert : un tueur
- 1974 : Un nuage entre les dents de Marco Pico
- 1977 : Comme la lune de Joël Séria :  Le garagiste
- 1980 : Le Chêne d'Allouville (Ils sont fous ces Normands) de Serge Pénard : Le brigadier
- 1981 : Une affaire d'hommes de Nicolas Ribowski : Roland
- 1984 : P’tit Con de Gérard Lauzier : Le serveur du bar
- 1985 : Les Rois du gag de Claude Zidi
- 1988 : Cinq jours en juin de Michel Legrand :  Le facteur
- 1991 : IP5 de Jean-Jacques Beineix : un gendarme
- 1998 : Le Plus beau pays du monde de Marcel Bluwal : Le garçon de café
- 2003 : Effroyables Jardins de Jean Becker : Le chef de gare
- 2009 : La Sainte Victoire de François Favrat : le policier Lanoy

### Télévision
- 1970 : De la belle ouvrage, téléfilm  de Maurice Failevic : Un camarade de travail de Pierre
- 1971 : Les Nouvelles Aventures de Vidocq, épisode Les Banquiers du crime" de Marcel Bluwal
- 1972 : Les Enquêtes du commissaire Maigret de Jean-Louis Muller, épisode : Le Port des brumes : Dufour
- 1972 : Les Enquêtes du commissaire Maigret de Jean-Louis Muller, épisode : Pietr le Letton : Dufour
- 1972 : Les Misérables (mini série) : Un ouvrier du cabaret
- 1973 : La Ligne de démarcation - épisode 3 : Alex : René Droux
- 1976 : Les Brigades du Tigre, épisode Bonnot & Cie de Victor Vicas : Le gendarme
- 1976 : Les Brigades du Tigre, épisode L'homme à la casquette de Victor Vicas : Un sergent de ville
- 1978 : Les Brigades du Tigre, épisode L'ange blanc de Victor Vicas : Petit-Breton
- 1980 : Petit déjeuner compris - Feuilleton en 6 épisodes de 52 min - de Michel Berny : M. Henry
- 1983 : Les Nouvelles Brigades du Tigre de Victor Vicas, épisode Rita et le Caïd de Victor Vicas
- 1984 : La Bavure de Nicolas Ribowski
- 1985 : Châteauvallon (série télévisée) épisode #1.20
- 1990 : Les Cinq Dernières Minutes de Guy Jorré, épisode : Le Miroir aux alouettes : Un inspecteur
- 1991 : Maigret (série télévisée) - épisode : Maigret et la grande perche : Le patron du café de 'L'Auvergnat'
- 1994 : Les Cordier, juge et flic (série télévisée) - épisode : Combinaison mortelle : Patron Rose des Sables
- 1995 : Quatre pour un loyer (série TV)
- 1995 : Maigret (série TV) - épisode : Maigret et l'affaire Saint-Fiacre : Le Père Gauthier
- 1996 : Une famille formidable (série TV) - épisode : Nicolas s'en va-t-en guerre :
- 1997 : Clara et son Juge, téléfilm de Joël Santoni : Le jardinier
- 1998 : Meurtres sans risque, téléfilm de Christiane Spiero : Le Contremaitre
- 2000 : Avocats & Associés (série TV) - épisode :  Les tensions durent : Gaston Perez
- 2003 : L'Affaire Martial, téléfilm de Jean-Pierre Igoux : Gilbert, le routier
- 2003 : Fabien Cosma (série TV) - épisode : Jamais trop tard (2003) : Gautier
- 2004 : Louis la Brocante (série TV) - épisode : Louis et les deux mousquetaires  : Le broc à la pipe
- 2006 : SOS 18 (série TV) - épisode : La chute : Paul
- 2006 : Louis la Brocante (série TV) - épisode : Louis et le cordon bleu  : Jean Lumière
- 2009 : La Maîtresse du président, téléfilm de Jean-Pierre Sinapi : Président du jury

## Doublage

### Films d'animation
- 1989 : La Petite Sirène (le capitaine)
- 1991 : La Belle et la Bête  (Le Fourneau / Le Boulanger)

## Théâtre
- 1951 : La Nuit des rois de William Shakespeare, mise en scène Roger Planchon, Théâtre de la Comédie de Lyon
- 1952 : Les Joyeuses Commères de Windsor de William Shakespeare, mise en scène Roger Planchon, Théâtre de la Comédie de Lyon
- 1953 : Le Professeur Taranne et Le Sens de la marche d'Arthur Adamov, mise en scène Roger Planchon, Théâtre de la Comédie de Lyon
- 1953 : Liliom de Ferenc Molnár, mise en scène Roger Planchon, Théâtre de la Comédie de Lyon
- 1954 : La Bonne Âme du Se-Tchouan de Bertolt Brecht, mise en scène Roger Planchon, Festival de Lyon, Théâtre de la Comédie de Lyon
- 1954 : La Cruche cassée d'Heinrich von Kleist, mise en scène Roger Planchon, Théâtre de la Comédie de Lyon
- 1954 : Édouard II de Christopher Marlowe, mise en scène Roger Planchon, Théâtre de la Comédie de Lyon
- 1956 : Aujourd'hui ou Les Coréens de Michel Vinaver, mise en scène Roger Planchon, Théâtre de la Comédie de Lyon
- 1961 : Édouard II de Christopher Marlowe, mise en scène Roger Planchon, Théâtre de la Cité de Villeurbanne, Théâtre des Champs-Élysées
- 1961 : Schweik dans la Seconde Guerre mondiale de Bertolt Brecht, mise en scène Roger Planchon, Théâtre de la Cité de Villeurbanne, Théâtre des Champs-Élysées
- 1962 : Schweik dans la Seconde Guerre mondiale de Bertolt Brecht, mise en scène Roger Planchon, Théâtre de la Cité de Villeurbanne
- 1962 : La Remise de Roger Planchon, mise en scène de l'auteur, Théâtre de la Cité de Villeurbanne
- 1964 : Schweik dans la Seconde Guerre mondiale de Bertolt Brecht, mise en scène Roger Planchon, Théâtre de la Cité de Villeurbanne
- 1965 : Le Dragon d'Evguéni Schwartz, mise en scène Pierre Debauche, Festival de Nanterre
- 1966 : Les Violettes de Georges Schehadé, mise en scène Roland Monod, Festival de Chalon-sur-Saône
- 1967 : Les Bains de Vladimir Maïakovski, mise en scène Antoine Vitez, Théâtre-Maison de la culture de Caen
- 1967 : Les Visions de Simone Machard de Bertolt Brecht, mise en scène Gabriel Garran, Théâtre de la Commune
- 1968 : Les Visions de Simone Machard de Bertolt Brecht, mise en scène Gabriel Garran, Maison de la culture de Caen
- 1968 : La Naissance d'Armand Gatti, mise en scène Roland Monod, Biennale de Venise, Théâtre du Huitième Lyon, Théâtre Romain Rolland Villejuif, Théâtre du Gymnase, Théâtre Arles
- 1969 : La Grande Enquête de François-Félix Kulpa de Xavier Pommeret, mise en scène Antoine Vitez, Théâtre des Amandiers
- 1969 : Orden de Girolamo Arrigo, mise en scène Jorge Lavelli, Festival d'Avignon
- 1970 : La Grande Enquête de François-Félix Kulpa de Xavier Pommeret, mise en scène Antoine Vitez, Maison de la Culture d'Amiens, Théâtre de la Cité internationale
- 1970 : Orden de Girolamo Arrigo, mise en scène Jorge Lavelli, Tréteaux de France
- 1971 : Henri VIII de William Shakespeare, mise en scène Gabriel Garran, Théâtre de la Commune
- 1972 : La Grande Enquête de François-Félix Kulpa de Xavier Pommeret, mise en scène Antoine Vitez, Théâtre Romain Rolland Villejuif
- 1973 : Mère Courage de Bertolt Brecht, mise en scène Antoine Vitez, Théâtre des Amandiers, Théâtre des Quartiers d'Ivry
- 1975 : Catherine d'après le roman d'Aragon Les Cloches de Bâle, mise en scène Antoine Vitez, Centre dramatique national de Nanterre, Festival d'Avignon, Théâtre des Quartiers d'Ivry, tournée
- 1979 : Le Pic du bossu de Sławomir Mrożek, mise en scène Laurent Terzieff, Théâtre national de Chaillot
- 1984 : L'Opéra de quat'sous de Bertolt Brecht, mise en scène Jean-Louis Martin-Barbaz, Bordeaux, Centre dramatique national du Nord-Pas de Calais
- 1987 : L'Affaire du courrier de Lyon d'Alain Decaux et Robert Hossein, mise en scène Robert Hossein, Palais des congrès de Paris
- 1989 : L'Avare de Molière, mise en scène Jacques Mauclair, Théâtre du Marais
- 1999 : Tu as bien fait de venir, Paul de Louis Calaferte, mise en scène Alain Paris, Théâtre Luxembourg Meaux, Lavoir Moderne Parisien
- 2002 : Othello de William Shakespeare, mise en scène Emmanuel Meirieu, Théâtre de la Croix-Rousse
- 2006 : Coriolan de William Shakespeare, mise en scène Christian Schiaretti, TNP Villeurbanne
- 2008 : Coriolan de William Shakespeare, mise en scène Christian Schiaretti,   Théâtre Nanterre-Amandiers